# قمری زمینی چشم‌آبی
قمری زمینی چشم‌آبی (نام علمی: Columbina cyanopis) نام یک گونه از سرده قمری‌های زمینی آمریکایی است.